# Corteno Golgi
Córteno Golgi (originariamente solo Córteno, Córten in dialetto locale) è un comune italiano della provincia di Brescia, in Lombardia.
Si trova in Val Camonica e conta 1 891 abitanti.
Deve il suo nome attuale, assunto nel 1956, all'anatomo-patologo Camillo Golgi, originario del luogo, noto per l'organulo insito in ogni cellula umana che porta il suo nome.

## Geografia fisica

### Territorio
Il paese (Pisognéto) si trova a quota 925 m s.l.m., a metà della Valle di Corteno, lungo la quale scorre l'Ogliolo, torrente lungo circa 16 km che nasce sul versante sud del passo dell'Aprica (1181 m s.l.m.) e confluisce nell'Oglio all'altezza di Edolo (690 m s.l.m.)
Il territorio comunale va da una quota minima di circa 750 m s.l.m. in loc. Bisìne ai 2754 m s.l.m. di Cima Telenek nelle Alpi Orobie nord-orientali.

### Clima
Secondo i dati medi provenienti dalla stazione meteorologica di Aprica, dal trentennio 1961-1990, la temperatura media del mese più freddo, gennaio, si attesta ai -5,3 °C, mentre quella del mese più caldo, luglio, è di +16,2 °C.
Le precipitazioni medie annue, attorno ai 1250 mm, si distribuiscono mediamente in 93 giorni, con un minimo relativo in inverno ed un picco molto prolungato ed accentuato tra la primavera, l'estate e l'autunno.
| APRICA              | Mesi | Mesi | Mesi | Mesi | Mesi | Mesi | Mesi | Mesi | Mesi | Mesi | Mesi | Mesi | Stagioni | Stagioni | Stagioni | Stagioni | Anno  |
| APRICA              | Gen  | Feb  | Mar  | Apr  | Mag  | Giu  | Lug  | Ago  | Set  | Ott  | Nov  | Dic  | Inv      | Pri      | Est      | Aut      | Anno  |
| ------------------- | ---- | ---- | ---- | ---- | ---- | ---- | ---- | ---- | ---- | ---- | ---- | ---- | -------- | -------- | -------- | -------- | ----- |
| T. max. media (°C)  | −1,5 | 0,4  | 4,3  | 9,6  | 15,3 | 20,3 | 22,9 | 21,1 | 17,0 | 10,9 | 3,9  | −1,0 | −0,7     | 9,7      | 21,4     | 10,6     | 10,3  |
| T. min. media (°C)  | −9,1 | −7,8 | −4,6 | −1,0 | 3,4  | 7,4  | 9,4  | 9,1  | 5,6  | 0,6  | −3,9 | −8,3 | −8,4     | −0,7     | 8,6      | 0,8      | 0,1   |
| Precipitazioni (mm) | 62   | 47   | 70   | 100  | 140  | 134  | 137  | 141  | 118  | 109  | 148  | 48   | 157      | 310      | 412      | 375      | 1 254 |
| Giorni di pioggia   | 6    | 5    | 6    | 7    | 10   | 10   | 11   | 10   | 8    | 7    | 8    | 5    | 16       | 23       | 31       | 23       | 93    |

## Storia

### Il Medioevo
Lunedì 23 marzo 1299 i consoli della vicinia di Corteno si recano a Edolo, dove è presente Cazoino da Capriolo, camerario del vescovo di Brescia Berardo Maggi. Qui confermano, ad eccezione di Gasparino figlio di ser Aiolfo di Galleno che riteneva l'atto obbligatorio solo per i manenti, il consueto giuramento di fedeltà. Tra le decime viene enumerato che la curia aveva diritto alla coscia di ogni orso catturato. Sono enumerati 42 manenti.
Il 19 ottobre 1336 il vescovo di Brescia Jacopo de Atti investe iure feudi dei diritti di decima nei territori di Vione e Córteno Giovanni e Belotto Bardelli di Malonno.
Il 28 gennaio 1350 il vescovo di Brescia Bernardo Tricardo investe iure feudi dei diritti di decima nei territori di Breno, Borno, Pescarzo, Cerveno e Corteno Bertolino e Giacomo Alberzoni di Breno.
Alla pace di Breno del 31 dicembre 1397 i rappresentanti della comunità di Corteno, Comino Zamboni e il notaio Ottobono da Saviore, si schierarono sulla sponda ghibellina.

### L'età moderna
Nel XIV secolo inizia la secolare lite fra Córteno e Santicolo per il possesso della Malga Bàrek: terminerà con una sentenza dell'eccellentissimo tribunale della Serenissima il 9 giugno 1787.
Durante il periodo veneziano la Val di Scalve, a corto di spazio per le proprie bestie, chiese ed ottenne alla Serenissima di utilizzare la Malga Cülvègla, di proprietà di Córteno. I Cortenesi attesero fino al 1797 (fine del governo veneziano) per riappropriarsene, scacciandone gli Scalvini. Il 15 agosto 1798, giorno della Sagra dell'Assunta patrona di Córteno, gli Scalvini, giunti attraverso i passi del Sèllero e del Sellerino, assaltano la malga e, dopo aver affogato il casaro nel siero, tentano di sottrarre anche le bestie al pascolo. Un secondo pastore, sceso in paese, dà l'allarme e dal villaggio una folla armata risale la montagna in due gruppi: il primo attraverso il Prebóren, l'Òrio ed il Torsolèt, il secondo lungo i Tremùcc, il Foràm ed il Sessa. Nel frattempo i consoli del paese tentano la trattativa con gli Scalvini. Essa non va a buon fine e al segnale dei consoli (un fazzoletto rosso sventolato) la folla scende dai monti facendo un massacro. Il torrente insanguinato venne chiamato Val Rösa.

### L'età contemporanea

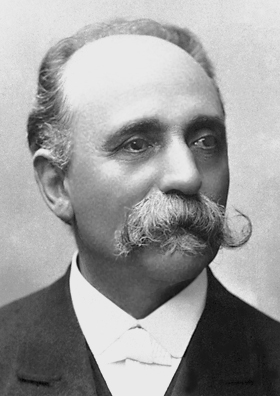
Camillo Golgi

Il 7 luglio 1843 vi nacque Camillo Golgi, Premio Nobel per la Medicina nel 1906, primo italiano a ricevere la prestigiosa onorificenza il 25 ottobre (la decisione relativa a Giosuè Carducci fu presa due settimane dopo, l'8 novembre). Memorabile la festa dedicata a Golgi dalla comunità cortenese il 9 agosto 1908.
Dal 1956 il nome del Comune, che in precedenza era semplicemente Corteno, fu modificato in Corteno Golgi per onorare la memoria dell'illustre scienziato al quale aveva dato i natali e che era stato suo cittadino per i primi quindici anni di vita. Golgi mantenne in seguito un affettuoso rapporto col paese d'origine, tornandovi spesso (ad esempio per il viaggio di nozze), mentre d'estate soggiornò per decenni nella vicina Aprica.

### Simboli
Lo stemma è stato adottato dalle autorità comunali con delibera del 30 aprile 1983 e concesso con D.P.R. dell'11 ottobre dello stesso anno. Vi è raffigurato san Martino a cui era dedicata una chiesa risalente al IX secolo, eretta su dirupo che sovrasta Corteno, nelle cui vicinanze fu edificato un castello di cui oggi restano solo pochi tratti di mura. Il campo azzurro e argento riprende i colori della provincia di Brescia.
Il gonfalone è un drappo partito di bianco e di azzurro.

## Monumenti e luoghi d'interesse

### Architetture religiose
Le chiese di Corteno Golgi sono:

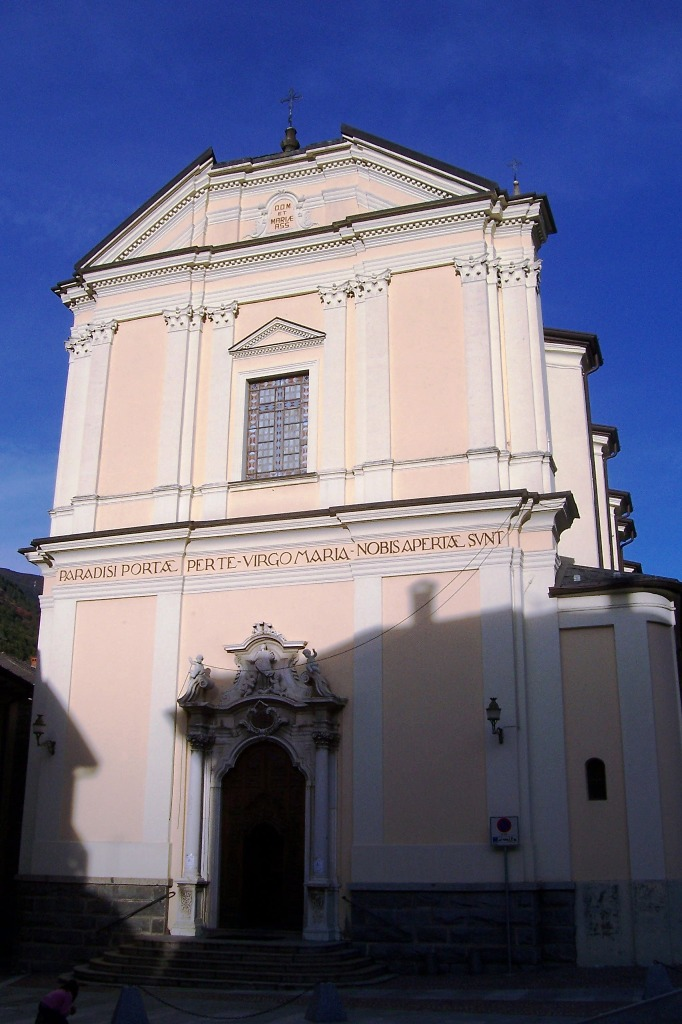
Santa Maria

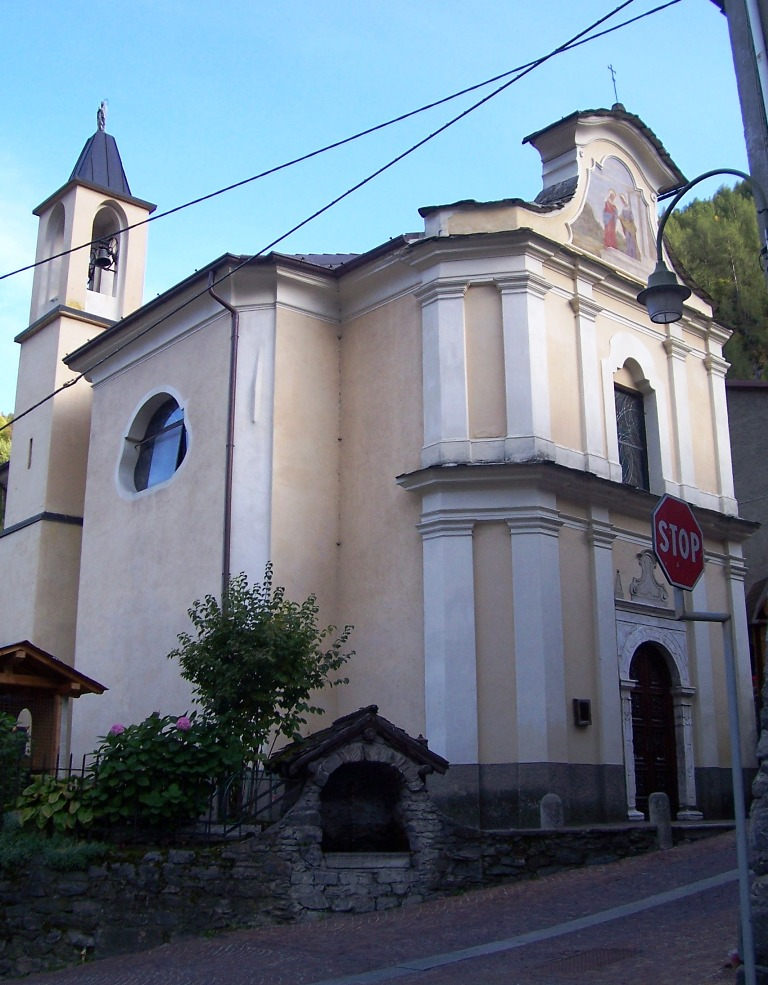
Chiesa di Santa Maria ed Elisabetta (o della Visitazione)

- Parrocchiale di Santa Maria Assunta, del XVIII secolo.
- Chiesa di Santa Maria ed Elisabetta (o della Visitazione), in località Piazza, del XVIII secolo.
- Chiesetta di San Martino Franco, forse l'antica parrocchiale, alle pareti tracce d'affreschi del XV secolo.

## Società

### Evoluzione demografica
Abitanti censiti

### Tradizioni e folclore
Gli scotüm sono, nei dialetti camuni, dei soprannomi o nomignoli, a volte personali, altre volte indicanti tratti caratteristici di una comunità. Quelli che contraddistinguono gli abitanti delle singole frazioni cortenesi sono:
- Corteno Golgi Bàr;
- Dovério Fròtoi;
- Gàlleno Sguarù;
- Lómbro Porzilì;
- Mégno Cazzài
- Piazza e Domazzo Pagà;
- Pisognéto Rósega presécc;
- Rónco e Concordia Gacc;
- San Pietro Petù (come gli Aprichesi);
- Sant'Antonio e Lés Salvàdech;
- Santìcolo Bìcoi, Chèrpegn".

I salumieri di Córteno erano molto rinomati in passato, tanto da essere richiesti in città come Brescia, Mantova, Verona, Vicenza e Padova.

## Cultura

### Musei

Mostra museo Camillo Golgi

- Museo Camillo Golgi[17].

### Eventi
- Sentiero 4 luglio Sky Marathon: è una delle primissime competizioni italiane di skyrunning, dalla lunghezza della maratona classica, nata nel 1995, con un prologo nel 1994. Già più volte sede di Campionato del Mondo di specialità, la cosiddetta maratona del cielo si corre lungo le valli, i passi e le vette delle Alpi Orobie nord-orientali, tradizionalmente la prima domenica di luglio di ogni anno. La gara, che fino al 2009 aveva il via dalla piazza del Comune e il traguardo in piazza della chiesa nella frazione Santicolo, ha variato parzialmente il percorso dal 2011, in virtù della collaborazione organizzativa con il Comune della vicina Aprica. Essa parte ora, ad anni alterni, dall'una e dall'altra località e termina nell'altra. Informazioni dettagliate al sito dedicato.
- Sagra di Santa Maria Assunta: si organizza ogni anno il 15 agosto, in occasione della festa religiosa dell'Assunzione di Maria Vergine, alla quale è dedicata la chiesa parrocchiale.

## Geografia antropica

### Frazioni
Ronco di Corteno Golgi, ha lo stesso nome di una frazione di Gussago e di una di Schilpario.

## Economia
Nei secoli scorsi era fiorente a Corteno, come in altre parti della Val Camonica, la filiera estrattiva e lavorativa dei metalli. Sono ancora oggi visibili imbocchi di miniere, legrane (forni di sgrossatura) e ruderi, in via di disfacimento, di un altoforno. Numerosi i toponimi che testimoniano tali attività, quali fucine, forno e calchere.
La stessa FIAT progettò, a cavallo delle due guerre mondiali, di avviare attività mineraria in quel di Corteno, come testimoniano documenti di concessione in tal senso.

## Amministrazione

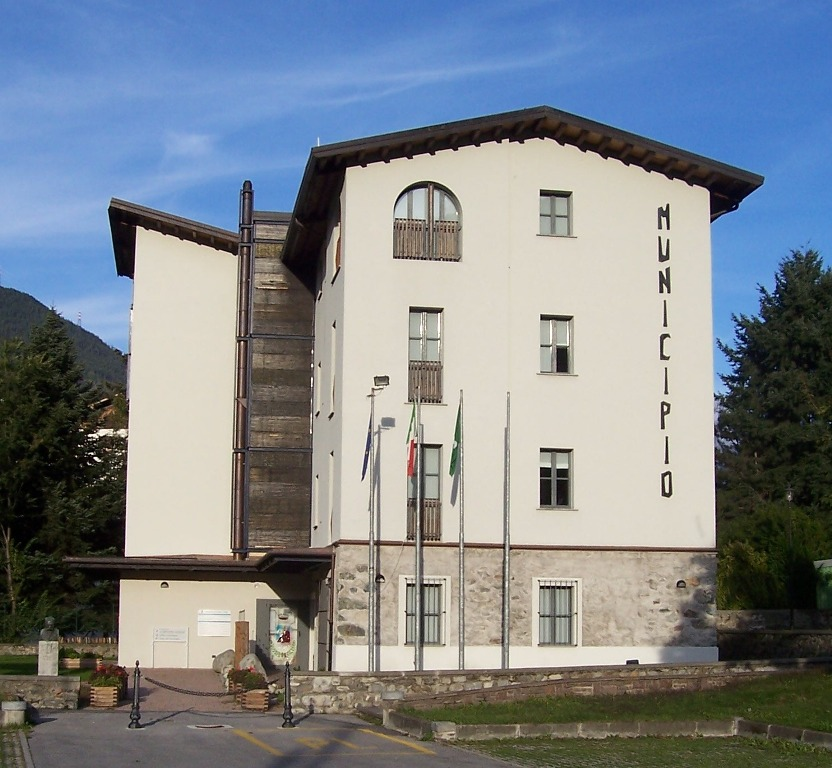
Il municipio di Corteno Golgi.

| Periodo        | Periodo        | Primo cittadino          | Partito      | Carica  | Note |
| -------------- | -------------- | ------------------------ | ------------ | ------- | ---- |
| 24 aprile 1995 | 14 giugno 2004 | Martino Luigi Martinotta | lista civica | Sindaco |      |
| 14 giugno 2004 | 8 giugno 2009  | Guido Giacomo Salvadori  | lista civica | Sindaco |      |
| 8 giugno 2009  | 27 maggio 2019 | Martino Luigi Martinotta | lista civica | Sindaco |      |
| 27 maggio 2019 | 10 giugno 2024 | Ilario Sabbadini         | lista civica | Sindaco |      |
| 10 giugno 2024 | in carica      | Giuseppino Lippi         | lista civica | Sindaco |      |

### Unione di comuni
Corteno Golgi fa parte dell'Unione Alpi Orobie Bresciane, assieme ai comuni di Edolo, Malonno, Sonico e Paisco Loveno.

### Gemellaggi
- Petilla de Aragón, borgo natale di Santiago Ramón y Cajal.